# Anucha Kaenthongchan
Anucha Kaenthongchan (thailändisch อนุชา แก่นทองจันทร์, * 3. Februar 1991) ist ein thailändischer Fußballspieler.

## Karriere
Anucha Kaenthongchan stand bis Ende 2017 bei Ratchaburi Mitr Phol unter Vertrag. Wo er vorher gespielt hat, ist unbekannt. Der Verein aus Ratchaburi, der Hauptstadt der Provinz Ratchaburi, spielte in der höchsten Liga des Landes, der Thai League. Anfang 2018 wechselte er zum Ligakonkurrenten Chainat Hornbill FC nach Chainat. In der Hinserie 2018 spielte er einmal in der ersten Liga. Zur Rückserie wurde er an Uttaradit FC ausgeliehen. Mit dem Verein aus Uttaradit spielte er bis Ende 2019 in der vierten Liga, der Thai League 4, in der Northern Region. Nach Vertragsende in Chainat unterschrieb er Anfang 2020 einen Vertrag beim Zweitligisten Samut Sakhon FC in Samut Sakhon. Am 1. Juli 2020 verpflichtete ihn der STK Muangnont FC aus Ayutthaya. Mit dem Verein spielte er zuletzt in der dritten Liga, der Thai League 3. Hier trat er mit dem Klub in der Bangkok Metropolitan Region an. Ende August 2022 wechselte er in die North/Eastern Region der dritten Liga. Hier schloss er sich dem Muang Loei United FC aus Loei an. Nach neun Drittligaspielen unterschrieb er im Dezember 2022 einen Vertrag beim in der Southern Region spielenden Pattani FC. In der Rückrunde bestritt er für den Verein aus Pattani sieben Ligaspiele. Nach der Saison wurde sein Vertrag nicht verlängert.